# 동부중학교 (경기)
동부중학교(東部中學校)는 대한민국 경기도 하남시 덕풍동에 있는 공립 중학교이다.

## 학교 연혁
- 1981년 11월 26일 : 동부여자중학교 설립인가(15학급)
- 1982년 3월 1일 : 초대 이상득 교장 취임
- 1982년 3월 5일 : 개교 및 입학식 거행(4학급 279명)
- 1988년 10월 22일 : 제1회 국화제 및 신사임당 상 제막
- 2006년 3월 1일 : 동부중학교로 교명 변경(남녀공학으로 인가)
- 2007년 6월 26일 : 도지정 교실수업개선 중심학교 운영보고회
- 2009년 3월 2일 : 특수 2학급 편성
- 2013년 9월 1일 : 혁신예비교 지정
- 2016년 8월 23일 : 급식실(봄빛관) 개관
- 2020년 2월 18일 : 체육관 준공
- 2021년 9월 19일 : 혁신공간 준공
- 2022년 3월 2일 : 제16대 박애경 교장 취임
- 2023년 1월 5일 : 제39회 졸업 (106명 졸업, 누계 12,359명)
- 2023년 3월 2일 : 10학급 편성(특수 2학급), 71명 입학

## 참고 자료
- 동부중학교 - 한국교육학술정보원 학교알리미